# Courtney Gains
Courtney Gains est un acteur et producteur américain né le 22 août 1965 à Los Angeles (Californie).

## Filmographie

### Comme acteur
- 1984 : Horror Kid (Children of the Corn) : Malachai
- 1984 : Welcome Home, Jellybean (TV) : Joe
- 1984 : Hardbodies : Rag
- 1985 : The Orkly Kid
- 1985 : Lust in the Dust : Red Dick Barker
- 1985 : Secret Admirer : Doug
- 1985 : Retour vers le futur (Back to the Future) : Mark Dixon
- 1986 : Les Enfants de la nuit (The Children of Times Square) (TV) : Punk who robs Brian
- 1986 : Ratboy : Kid in Car
- 1987 : American Harvest (TV) : Chips
- 1987 : Winners Take All : Goose Trammel
- 1987 : Can't Buy Me Love : Kenneth Wurman
- 1988 : Colors de Dennis Hopper : Whitey
- 1989 : Les Banlieusards (The `burbs) : Hans Klopek
- 1990 : Memphis Belle : Sgt. Eugene McVey
- 1994 : Le Prix de la vengeance (In the Line of Duty: The Price of Vengeance) (TV) : Barlow
- 1994 : Runaway Daughters (TV) : Deputy 1
- 1997 : The Killing Grounds : Vincent Reynosa
- 1997 : Dilemma : Tex
- 1998 : Behind Enemy Lines : Church
- 1998 : La Dernière Preuve (Shadow of Doubt) : Ernie
- 1998 : The Landlady : Tyson Johns
- 1998 : Onde de choc (No Code of Conduct) (TV) : Cameron
- 1999 : Un meurtre parfait (Her Married Lover) : Hood
- 1999 : Dreamers : Mike
- 1999 : King Cobra : Dr. Joseph McConnell
- 2002 : Fashion victime (Sweet Home Alabama) : Sheriff Wade
- 2003 : Drôle de campus (National Lampoon Presents Dorm Daze) : Lorenzo the Black Hand
- 2004 : No Ordinary Hero : W. Fritz Bean
- 2004 : Headshot : The Writer
- 2005 : Studio House (TV) : Scotty
- 2005 : Freezerburn : Scooter the Grip
- 2007 : Halloween : Jack Kendall
- 2008 : Monk (Saison 6, épisode 15 et 16) (série TV) : Six Fingered Man
- 2009 : Benny Bliss and the Disciples of Greatness
- 2010 : The Quiet Ones : Le père de Michael
- 2010 : Raven : Danny
- 2010 : Faster : Le télémarketeur
- 2011 : Mimesis : Gordon
- 2011 : Go Straight to Hell : Baxter
- 2012 : Embuscade à Dark Canyon : Sheriff Hurley
- 2013 : The House Across the Street d'Arthur Luhn  : Ned
- 2014 : Field of Lost Shoes : Capt. Chinook
- 2014 : My Trip Back to the Dark Side : Bobby G.
- 2015 : The Funhouse Massacre : Dennis